# Episodi di La città in controluce (terza stagione)
La terza stagione della serie televisiva La città in controluce è andata in onda negli Stati Uniti dal 27 settembre 1961 al 20 giugno 1962 sulla ABC.
| nº | Titolo originale                                 | Prima TV USA      | Titolo italiano | Prima TV Italia |
| -- | ------------------------------------------------ | ----------------- | --------------- | --------------- |
| 1  | Take Off Your Hat When a Funeral Passes          | 27 settembre 1961 |                 |                 |
| 2  | Dead on the Field of Honor                       | 4 ottobre 1961    |                 |                 |
| 3  | A Corpse Ran Down Mulberry Street                | 11 ottobre 1961   |                 |                 |
| 4  | The Fingers of Henri Tourelle                    | 18 ottobre 1961   |                 |                 |
| 5  | A Wednesday Night Story                          | 1º novembre 1961  |                 |                 |
| 6  | The Tragic Success of Alfred Tiloff              | 8 novembre 1961   |                 |                 |
| 7  | Which is Joseph Creeley?                         | 15 novembre 1961  |                 |                 |
| 8  | Show Me the Way to Go Home                       | 22 novembre 1961  |                 |                 |
| 9  | The Hot Minerva                                  | 29 novembre 1961  |                 |                 |
| 10 | Requiem for a Sunday Afternoon                   | 6 dicembre 1961   |                 |                 |
| 11 | Ooftus Goofus                                    | 13 dicembre 1961  |                 |                 |
| 12 | Bridge Party                                     | 27 dicembre 1961  |                 |                 |
| 13 | The Face of the Enemy                            | 3 gennaio 1962    |                 |                 |
| 14 | Portrait of a Painter                            | 10 gennaio 1962   |                 |                 |
| 15 | The Night the Saints Lost Their Halos            | 17 gennaio 1962   |                 |                 |
| 16 | The Contract                                     | 24 gennaio 1962   |                 |                 |
| 17 | One of the Most Important Men in the Whole World | 31 gennaio 1962   |                 |                 |
| 18 | A Case Study of Two Savages                      | 7 febbraio 1962   |                 |                 |
| 19 | Let Me Die Before I Wake                         | 14 febbraio 1962  |                 |                 |
| 20 | To Walk Like a Lion                              | 28 febbraio 1962  |                 |                 |
| 21 | Today the Man Who Kills Ants is Coming           | 7 marzo 1962      |                 |                 |
| 22 | A Run for the Money                              | 14 marzo 1962     |                 |                 |
| 23 | The One Marked Hot Gives Cold                    | 21 marzo 1962     |                 |                 |
| 24 | Without Stick or Sword                           | 28 marzo 1962     |                 |                 |
| 25 | Lament for a Dead Indian                         | 11 aprile 1962    |                 |                 |
| 26 | The Sweetly Smiling Face of Truth                | 25 aprile 1962    |                 |                 |
| 27 | ...And If Any Are Frozen, Warm Them...           | 9 maggio 1962     |                 |                 |
| 28 | Strike a Statue                                  | 16 maggio 1962    |                 |                 |
| 29 | The Multiplicity of Herbert Konish               | 23 maggio 1962    |                 |                 |
| 30 | The King of Venus Will Take Care of You          | 30 maggio 1962    |                 |                 |
| 31 | The Rydecker Case                                | 6 giugno 1962     |                 |                 |
| 32 | Memory of a Red Trolley Car                      | 13 giugno 1962    |                 |                 |
| 33 | Goodbye Mama, Hello Auntie Maud                  | 20 giugno 1962    |                 |                 |

## Take Off Your Hat When a Funeral Passes
- Prima televisiva: 27 settembre 1961
- Diretto da: Jules Bricken
- Scritto da: Howard Rodman, Anthony Spinner

### Trama
- Guest star: Geraldine Fitzgerald (Brigid Delito), Lee J. Cobb (Paul Delito), Alfred Ryder (John Birge), Joseph Campanella (detective Dutton), Tommy Norden (Paul Delito, Jr.)

## Dead on the Field of Honor
- Prima televisiva: 4 ottobre 1961
- Diretto da: Jack Smight
- Scritto da: Betty Andrews

### Trama
- Guest star: William Cottrell (Freddie), Jared Reed (Pete Mardis), Edward Lane (Ice Cream Vendor), Ruth Volner (Spokeswoman), Joseph Campanella (detective Dutton), Arlene Golonka (Alma Corgi), Cathleen Nesbitt (Helene Choiseul), Logan Ramsey (Beau Choiseul), Jeremy Slate (Chuck Mullford), Ann Williams (Vivianne Choiseul), Patricia Keefer (Jenny)

## A Corpse Ran Down Mulberry Street
- Prima televisiva: 11 ottobre 1961
- Diretto da: Alex March
- Scritto da: Jo Pagano

### Trama
- Guest star: Brenda Vaccaro (Rosa Alloro), Wendy Waring (Angelina Venussi), Teno Pollick (Anders), Sally Gracie (Gracie), Nehemiah Persoff (Dominic Venussi), Sorrell Booke (Salvatore Rogero), Joe De Santis (Matt Valentine), John Ramondetta (Angelo Venussi), Al Lewis (Harry McGoglan), Andrew Gerado (Lou), Dino Terranova (Alloro)

## The Fingers of Henri Tourelle
- Prima televisiva: 18 ottobre 1961
- Diretto da: Arthur Hiller
- Scritto da: Ernest Pendrell

### Trama
- Guest star: Robert Dryden (medico legale), Patricia Wheel (Carol Fleishcman), Betty Walker (Forewoman), Louis Sorin (Presser), Luther Adler (Henri Tourelle), Nina Foch (Maude Hamilton), Attilia Barbato (Tailor), Jerome Cowan (Carl Terris), Henry Lascoe (Bertrand Rosebrook), Robert Loggia (Ben Tourelle), Michael Tolan (Peter Morrell), Richard Ward (Packer)

## A Wednesday Night Story
- Prima televisiva: 1º novembre 1961
- Diretto da: Arthur Hiller
- Scritto da: Howard Rodman, Jerome Ross

### Trama
- Guest star: Edward Mourehouse (impiegato), Tommy Battreall (Danny Cameron), Carol Fenner (segretario/a), Mary Hayden (cameriera), David Janssen (Blair Cameron), Ulla Jacobsson (Karen Gunnarson), Constance Ford (Rhonda Cameron), Murray Matheson (Colley), Sorrell Booke (soldato Detective), Matt Crowley (Deputy Commissioner), Ernest Graves (avvocato), Noam Pitlik (avvocato), Bjorn Kieford (Vice-Consul)

## The Tragic Success of Alfred Tiloff
- Prima televisiva: 8 novembre 1961
- Diretto da: Alex March
- Scritto da: Howard Rodman
- Soggetto di: Leonard Bishop

### Trama
- Guest star: Helen Norden (Elly Baggett), Gerry Jedd (Dora Baggett), Sam Schwartz (Resident), Robert Arnold (Candy Store Man), Jan Sterling (Myrtle Tiloff), Jack Klugman (Alfie Tiloff), Dino di Luca (Alessandro Corbello), Fred J. Scollay (Marty Parlin), Ruth White (Mary Nagler), Paula Victor (cameriera)

## Which is Joseph Creeley?
- Prima televisiva: 15 novembre 1961
- Diretto da: Arthur Hiller
- Scritto da: Gilbert Ralston

### Trama
- Guest star: Than Wyenn (giudice), Audra Lindley (Mrs. Creeley), Ruth Newton (Julie Millis), Maureen Drew (infermiera), Martin Balsam (Joseph Creeley), Murray Hamilton (ADA Matt Orman), Jack Kruschen (Dean Fairland), Woodrow Parfrey (dottor Manning Wirtz), Bill Gunn (Norbert), Farrell Pelly (padre Bartholomew)

## Show Me the Way to Go Home
- Prima televisiva: 22 novembre 1961
- Diretto da: William Graham
- Scritto da: Shimon Wincelberg

### Trama
- Guest star: Albert Viola (tassista), Carl Reindel (Shag), Scott Moore (Wino), Rose Gregorio (Puerto Rican Woman), Burt Brinckerhoff (Danny Keeling), Lois Nettleton (Marie Mannini), Louise Allbritton (Elva Keeling), Douglas Rodgers (Chuck), Celia Adler (anziana), Jimmy Little (agente di polizia in ufficio), Martha Greenhouse (donna), Carmen Costi (Pharmacist), Charles Dierkop (giocatore di carte)

## The Hot Minerva
- Prima televisiva: 29 novembre 1961
- Diretto da: Paul Wendkos
- Scritto da: Ernest Kinoy

### Trama
- Guest star: Graham Velsey (Henry), Sorrell Booke (dottore), Eugene Roche (Plainclothesman), Brandon Maggart (Mullet), Glynis Johns (Miss Arlington), Kurt Kasznar (Alcibiades Munos), Gerald Hiken (Arthur Gerald), William Redfield (Phillip Weaver), Mitchell Ryan (Quayle), Rebecca Sand (Laura), Johnny Seven (Stitch), Jamie E. Smith (Marty), Chris Robinson (detective on Bus)

## Requiem for a Sunday Afternoon
- Prima televisiva: 6 dicembre 1961
- Diretto da: Paul Nickell
- Scritto da: Howard Rodman

### Trama
- Guest star: Jeff Harris (Fred), Sam Capuano (prete), Jane Van Duser (donna), Mike O'Brien (John), Jay Novello (Anthony Scarzi), Marisa Pavan (Josephine Scarzi), Augusta Merighi (Mrs. Ametto), Burt Reynolds (Man Who Gets Pushed Out Window), Helen Verbit (donna)

## Ooftus Goofus
- Prima televisiva: 13 dicembre 1961
- Diretto da: Arthur Hiller
- Scritto da: Jo Pagano, Howard Rodman
- Soggetto di: Jo Pagano

### Trama
- Guest star: William Cottrell (tecnico di laboratorio), Joseph Warren (Sam), Graham Jarvis (Manager), Louis Sorin (vecchio), Mickey Rooney (George Bick), Maureen Stapleton (Abby Bick), Don Briggs (Jerry Bagger), Roland Wood (Kibitzer)

## Bridge Party
- Prima televisiva: 27 dicembre 1961
- Diretto da: William Conrad
- Scritto da: Gilbert Ralston

### Trama
- Guest star: Dan Tobin (Charles Banning), Joe Sweeney (Jacob Morrison), Monroe Arnold (Ben Fenton), House Jameson (Donald Chavers), James Barton (Tom Dobbins), Fred Clark (Grainger), Albert Dekker (Herbert Warick), Ruth McDevitt (Abbie Dobbins), Chanin Hale (Miss Webb)

## The Face of the Enemy
- Prima televisiva: 3 gennaio 1962
- Diretto da: William Graham
- Scritto da: Lou Shaw, Peggy Shaw

### Trama
- Guest star: Sorrell Booke (Hawk), Kim Hunter (Edna Daggett), Sylvia Miles (Bimbo in Bar), Ralph Stantley (Hank), Jack Warden (Neil Daggett), Eileen Fulton (Janie Daggett), Conrad Fowkes (John), Joseph Reardon (Davey Daggett)

## Portrait of a Painter
- Prima televisiva: 10 gennaio 1962
- Diretto da: David Lowell Rich
- Scritto da: Mel Goldberg, Howard Rodman

### Trama
- Guest star: Robert Dryden (medico legale), Jim Boles (Turnkey), Doris Rich (donna), Duke Farley (Patient), William Shatner (Roger Barner), Theodore Bikel (dottor Stanley Wilford), Barry Morse (Silliphant), Lou Antonio (Ernie), Edward McNally (portiere), Len Birman (dottor Clyde), Edward Lane (cameriere), Joe Silver (uomo)

## The Night the Saints Lost Their Halos
- Prima televisiva: 17 gennaio 1962
- Diretto da: Elliot Silverstein
- Scritto da: Abram S. Ginnes

### Trama
- Guest star: Janet Fox (femmina Patient), Eli Mintz (Watchman), Sylvia Mann (donna), Charles Bolender (Mugasha), Jo Van Fleet (dottor Anna Chaloupka), Martin Sheen (Phil Kasnick), George Voskovec (Jack Selken), Peter Fonda (Joey Selken), Dora Weissman (donna)

## The Contract
- Prima televisiva: 24 gennaio 1962
- Diretto da: Paul Mitchell
- Scritto da: Howard Rodman
- Soggetto di: Norman Lessing

### Trama
- Guest star: Edward Chan (Cook), Robert Allen (Chief Attorney), Robert Weil (Bettor), H. T. Hsiang (Ancient), Khigh Dhiegh (Wong), Pilar Seurat (Lotus Tze), James Shigeta (James Kam), Abraham Sofaer (Ling Tsiang), Robert Dryden (medico legale), Bill Lazarus (Smith), Conrad Yama (garzone), Carl York (Assistant D. A.)

## One of the Most Important Men in the Whole World
- Prima televisiva: 31 gennaio 1962
- Diretto da: Paul Nickell
- Scritto da: Howard Rodman

### Trama
- Guest star: William Traylor (Melvin Shaw), Anne Seymour (Beatrice Shaw), Doris Roberts (Miss Tresan), Barnard Hughes (giudice), Richard Conte (Phil Clifford), Myron McCormick (Christian Marlow), Brad Herrman (Allen Clifford), Jennifer Billingsley (Helen), Eugene Roche (ADA Smith), John D. Seymour (Ryas)

## A Case Study of Two Savages
- Prima televisiva: 7 febbraio 1962
- Diretto da: William Graham
- Scritto da: Frank R. Pierson

### Trama
- Guest star: John Gibson (Ellis), Joseph Beruh (Joe Arcaro), Ben Yaffee (Eyewitness), Pat Malone (Riley), Rip Torn (Ansel Boake), Tuesday Weld (Ora Mae Youngham), Audra Lindley (Mrs. Youngham), William Cottrell (tecnico di laboratorio), Russell Hardie (sceriffo Fulcher), Rosetta Bain (Mrs. Arcaro), Charles Dierkop (Junkyard Worker)

## Let Me Die Before I Wake
- Prima televisiva: 14 febbraio 1962
- Diretto da: Paul Nickell
- Scritto da: Abram S. Ginnes

### Trama
- Guest star: Dorothy Rice (Jane), Tresa Hughes (madre), Charles White (prete), Arnold Soboloff (Attuzzi), Jack Klugman (Joe Galageras), James Farentino (Ben Galageras), Michael Constantine (Vito Galageras), Louis Guss (Angelo), Joanne Linville (Rosie Galageras), Paul Stevens (Nick Corvine), Albert Viola (Phil), Sheila Copelan (Carol Felster), Sorrell Booke (detective)

## To Walk Like a Lion
- Prima televisiva: 28 febbraio 1962
- Diretto da: Robert Gist
- Scritto da: Howard Rodman
- Soggetto di: Ken Trevey

### Trama
- Guest star: Carolyn Groves (Roommate), Alexandra Berlin (Roommate), Ben Dova (Tailor), Edward Lane (Bellboy), Orson Bean (Arnold Platt), Peter Von Zerneck (esercente dell'hotel), Barbara Barrie (Rosalind Faber), Karen Steele (Grace Harvey), Vaughn Taylor (J. Milton Turpin), Mae Questel (Annette Faber), Sally Gracie (Brenda)

## Today the Man Who Kills Ants is Coming
- Prima televisiva: 7 marzo 1962
- Diretto da: Robert Gist
- Scritto da: Howard Rodman, Kenneth M. Rosen
- Soggetto di: Kenneth M. Rosen

### Trama
- Guest star: Bill McNally (Johnny Clinton), Jim Greene (prigioniero), Ed Crowley (Pharmacist), Carmen Costi (agente di polizia), John Larch (John Clinton), Geraldine Fitzgerald (Lillian Clinton), Roger C. Carmel (Lowell Newton), Godfrey Cambridge (detective Carlisle), Susie Fitzgerald (Kathy Clinton), Milt Kamen (ufficiale Novi), Jimmy Little (sergente Moroni), Alfred Hinckley (ufficiale Eckert)

## A Run for the Money
- Prima televisiva: 14 marzo 1962
- Diretto da: David Lowell Rich
- Scritto da: Howard Rodman

### Trama
- Guest star: Pierre Epstein (impiegato), Chuck Bruce (detective Ragaway), Frank Marth (uomo), Alex Freeman (Dice Player), Eli Wallach (George Manin), Keenan Wynn (Bodram Bogota), Lois Nettleton (Sara Applinger), Jimmy Little (agente di polizia in ufficio), Remo Pisani (Houseman), Lou Criscuolo (Picklebarrel), Jim Beard (Dice Player), Chris Bohn (Dutton), Robert Weil (Henny)

## The One Marked Hot Gives Cold
- Prima televisiva: 21 marzo 1962
- Diretto da: David Lowell Rich
- Scritto da: Abram S. Ginnes

### Trama
- Guest star: Madeleine Sherwood (Mrs. Wilson), Doris Rich (Mrs. Bell), Marilyn Lovell (Ginny Padgett), Jean Muir (Mrs. Lund), Robert Duvall (Francis Childe), Edward Andrews (William Childe), Peter Collins (Harry Padgett), Laurie Heineman (Aggie Padgett), Stuart Damon (Ltjg. Marks)

## Without Stick or Sword
- Prima televisiva: 28 marzo 1962
- Diretto da: Paul Stanley
- Scritto da: Lester Pine

### Trama
- Guest star: Martin Balsam (capitano Barris), William Shatner (Maung Tun), Mary James (Mary Jeffers), Pilar Seurat (Gloria), Ted Beniades (Mate)

## Lament for a Dead Indian
- Prima televisiva: 11 aprile 1962
- Diretto da: Robert Gist
- Scritto da: Joel Carpenter

### Trama
- Guest star: Judie Carroll (ragazza), Louise Sorel (ragazza), Rene Olmeda (ragazzo), Nickolas Bianchi (Johnny), Peter Falk (Frank O'Hearn), Neville Brand (Joe Brothers), Leonardo Cimino (Alberto Russo), Dino di Luca (Nick Russo), George Mathews (Jim Mulroy), Anita Dangler (Sheila O'Banyon), Bonnie Jones (hostess)

## The Sweetly Smiling Face of Truth
- Prima televisiva: 25 aprile 1962
- Diretto da: James Sheldon
- Scritto da: Gilbert Ralston

### Trama
- Guest star: Robert Dryden (medico legale), Melville Ruick (Pressfield's avvocato), Jacob Kalich (Danny Froken), Joseph Sullivan (Publicity Man), Nina Foch (Kitty Lamson), Lincoln Kilpatrick (Cappy Fleers), Patrick O'Neal (Roy Pressfield), Lonny Chapman (Asst. DA Smith), Shirl Conway (Emma Pressfield), Allan Frank (Kitty's avvocato), Ruth Volner (Rosa)

## ...And If Any Are Frozen, Warm Them...
- Prima televisiva: 9 maggio 1962
- Diretto da: Robert Gist
- Scritto da: Abram S. Ginnes

### Trama
- Guest star: Bibi Osterwald (barista), Al Lewis (Mr. Tanner), George McCoy (Police Officer), Janet Fox (Witness), Akim Tamiroff (Demetru Lupescu), Nehemiah Persoff (Berco Romano), Lilia Skala (Valeria Lupescu), Ludwig Donath (Stefan), Louis Zorich (Sam), Lotte Andor (damigella)

## Strike a Statue
- Prima televisiva: 16 maggio 1962
- Diretto da: John Newland
- Scritto da: Roland Wolpert, Howard Rodman

### Trama
- Guest star: Julia Algase (donna), James Patterson (Carver), Hank Garrett (Rioter), Carmen Filpi (Rioter), George C. Scott (Kermit Garrison), Paul Richards (Joseph Irona), Lois Smith (Dawn Garrison), Dean Stolber (Oliver Colfax), Dana Elcar (Varney), Donald Murphy (Rioter)

## The Multiplicity of Herbert Konish
- Prima televisiva: 23 maggio 1962
- Diretto da: David Lowell Rich
- Scritto da: Ernest Kinoy

### Trama
- Guest star: Jane Hoffman (Mrs. Hagerson), Francis Compton (Morris), Marsha Rivers (Sketcher), William Le Massena (Hanley), Jean Stapleton (Marilyn Konish), David Wayne (Herbert Konish), Nancy Marchand (Esther Lindall), Wayne Maxwell (Peter), Frederick Rolf (chitarrista)

## The King of Venus Will Take Care of You
- Prima televisiva: 30 maggio 1962
- Diretto da: David Lowell Rich
- Scritto da: Joel Carpenter

### Trama
- Guest star: John Mineo (Leader), Michael McGreevey (Mickey McDavoran), Augie Rios (ragazzo), Epoy Baca (soprintendente), Jack Warden (Steve Lollo), Barbara Baxley (Kathy McDavoran), Ricky Sloane (ragazzo)

## The Rydecker Case
- Prima televisiva: 6 giugno 1962
- Diretto da: John Brahm
- Scritto da: Gene Roddenberry

### Trama
- Guest star: Curtis Taylor (Paul Pireaux), Paul Stevens (giudice), Ruth Ford (Mrs. Rydecker), Edward Lane (Charles Pinger), Martin Gabel (Jerry Brayson), Kathryn Hays (Beth Rydecker), Michael Tolan (Asst. DA Ricardo Gardillo), Carol Eve Rossen (Nancy Hooper), Peter Turgeon (Kangdon)

## Memory of a Red Trolley Car
- Prima televisiva: 13 giugno 1962
- Diretto da: Lawrence Doheny
- Scritto da: Abram S. Ginnes

### Trama
- Guest star: Peg Murray (Risa), Sid Raymond (Max), Stuart Germain (receptionist), Frank Schofield (dottor Branson), Gladys Cooper (Mrs. Johns), Joseph Campanella (dottor Rutland), Barry Morse (Ernest Johns), Beatrice Straight (Ann Johns), Joseph Macauley (professore Enright), Al Hinkley (barista)

## Goodbye Mama, Hello Auntie Maud
- Prima televisiva: 20 giugno 1962
- Diretto da: Robert Gist
- Scritto da: Sy Salkowitz
- Soggetto di: Betty Andrews

### Trama
- Guest star: Barbara Davis (Carrie), House Jameson (Benford), Frank Tweddell (direttore della banca), John J. Martin (sergente Devlon), Salome Jens (Ellen Annis), Carroll O'Connor (Owen Oliver), Dorothy Blackburn (Mrs. Annis), James Coburn (Harry Brind), Irene Dailey (Zia Maud), Sam Gray (tenente Berson), Harrison Dowd (dottor Gridley)